# Ислам в Японии
Ислам в Японии был почти неизвестен до Реставрации Мэйдзи (1868—1889 гг.). В настоящее время количество этнических японцев-мусульман является малым, основную массу верующих этого религиозного направления составляют проживающие в стране иностранцы.

## История
После окончания русско-японской войны на территориях материкового Китая, занятых японскими войсками, оказались группы мусульманского населения, преимущественно торговцев тюркского происхождения, и их семьи. Эти группы со временем увеличивались за счёт бежавших на территории, находившиеся под японским контролем, после подавления Красной армией басмаческого движения в Средней Азии. Уже в начале 1920-х годов японская разведка начинает использовать исламистские движения как орудие против СССР и некоторых колониальных европейских держав, имевших владения в Азии (под лозунгом кайкуо сейсаку — исламская политика). Использовались исламские духовные лица и пропагандисты, такие, как Абдурашид Ибрагимов, Гаяз Исхаки, Мухаммед Курбангалиев, Ахмад Фадзли-бек, Тефлик-паша, Моувли Баракатулла и др. Все они поддерживались напрямую либо через японские националистические организации типа Кокурюкай. Первый японец, совершивший в 1910 году хадж, Ямаока Котаро, был агентом секретных служб этой страны (как и последовавший его примеру Нур Танака Иппей в 1924 году, и ряд других, в том числе Салех Судзуки, до 1949 года — руководитель партизанского движения в области Ачех в западной Суматре).
В период между двумя мировыми войнами в Кобе и в Токио образуются две мусульманские общины, состоявшие из переселившихся из материкового Китая в Японию торговцев преимущественно тюркского происхождения. Ввиду проводимой японским правительством паназиатской внешней политики финансово поддерживались руководители мусульманских движений в Нидерландской Индии, ведших там борьбу за независимость. Для достижения собственных политических целей в Восточной Азии правящие круги Японии поддерживали радикализацию исламских группировок в регионе.
Мухаммед-Габдулхаем Курбангалиевым в 1924 году было организовано общество мусульман Токио — махалля «Исламия», а в 1927 году открыто медресе для мусульман Японии. В 1928 году М.-Г. Курбангалиевым организован Всеяпонский съезд мусульман и основана типография, выпускающая книги на арабском языке. Также им был издан первый на Дальнем Востоке Коран.
В 1909 году была проявлена инициатива по строительству первой в Токио (и в Японии вообще) мечети, однако построена она была лишь 30 годами позже — ко дню рождения пророка Мухаммеда, 12 мая 1938 года. Финансировалось строительство различными японскими фондами и организациями.
В Китае, в Харбине, на территории, находившейся под японским управлением, в 1937 году также было завершено начатое в 1922 строительство мечети. В 1934—1935 годах была построена мечеть в Кобе, где проживала большая группа татар-эмигрантов. Всего же во второй половине 1930-х годов в Японии находилось не менее 600 мусульман тюркского происхождения, преимущественно эмигрантов из СССР. В Японии и на территории Китая, оккупированной японскими войсками, издавались газеты для мусульман; государством поддерживались различные проекты, направленные на развитие исламского мировоззрения среди эмигрантов и мусульман в северо-восточном Китае, так как исламский национализм должен был использоваться для борьбы с СССР. В 1938 году престарелый татарский исламист-эмигрант, долгие годы состоявший на службе у японской разведки, Абдурашид Ибрагимов становится имамом Токийской мечети и председателем общества Дай Ниппон Кайкё Кёкай, государственной исламской организации в Японии. После смерти Ибрагимова место имама занимает Абдулай Курбан Али (1889—1972).
Сюмэй Окава, писатель и общественный деятель крайне правого толка, представший после окончания Второй мировой войны перед международным трибуналом как военный преступник, находясь в тюремном заключении во время процесса, сделал первый перевод Корана на японский язык, однако, не был прямой перевод с арабского (Окава использовал китайский, английский, немецкий и др. переводы) и сейчас он считается устаревшим. Мита Рёичи в 1972 году первым из японских мусульман перевёл Коран на японский язык.
В 1953 году проживавшие в Японии татары-мусульмане получили турецкое гражданство, после чего многие из них эмигрировали в Турцию, США и Австралию, в результате чего мусульманская община Японии значительно сократилась. В 1974 году создаётся Федерация мусульман Японии. В 1985 году здание Токийской мечети было снесено, с тем, чтобы освободить место для нового. В настоящее время в Японии существует 30-40 небольших мечетей и около сотни мусульманских молитвенных помещений.
Начиная с 1985 года, в связи с прибытием в Японию иностранных рабочих, в первую очередь из Бангладеш и Ирана, число мусульман несколько возросло, однако количество японцев, принявших эту религию, по-прежнему остаётся довольно малым.

## Исламоведение
В 1930-е годы в Японии начинается научное изучение ислама. В феврале 1932 года создаётся Ислам Бунка Кэнкюдзё (Институт исламской культуры). Позднее это чисто академическое научное заведение было разделено на две части: Ислам Гаккай (Исламская академия, основанная в 1935 году) и Ислам Бунка Кёкай (основана в 1937 году). В последнем преобладали представители японского правительства. В 1937 году Окубо Кодзи, при поддержке князя Токугава Иэмаса, основывает Кайкёкэн Кэнкюдзё (яп. 回教圏研究所 — Институт исламского мира). В 1941 японским правительством был создан Восточноазиатский хозяйственный архив, северо-западный институт. Все эти институты и организации издавали журналы и прочую периодику: Islam Bunka, Islam Kaiyō Bunka (окт. 1937 — янв. 1939), Kaikyōken (июль 1938 — дек. 1944), Kaikyō Jijo (до дек. 1941), Shin-Ajia (авг. 1941-). Многие напечатанные там научные исследования по исламоведению сохранились лишь в особом архиве библиотеки университета Васэда. В 1945 году все «исламские» правительственные организации были распущены по распоряжению Верховного командования союзных войск в Японии. Таким образом, японское исламоведение через 10 лет после возникновения прекратило своё существование. Единственным японским исламоведом, завоевавшим международную известность, был Идзуцу Тосихико.